# Vladimir Bortko
Vladimir Bortko (7 de maio de 1946) é um diretor de cinema russo.